# The Double (2011)
The Double é um filme estadunidense de 2011 dirigido por Michael Brandt.

## Elenco
| Ator           | Papel            |
| -------------- | ---------------- |
| Richard Gere   | Paul Shepherdson |
| Topher Grace   | Ben Geary        |
| Martin Sheen   | Tom Highland     |
| Stephen Moyer  | Brutus           |
| Tamer Hassan   | Bozlovski        |
| Odette Yustman | Natalie Geary    |
| Stana Katic    | Amber            |

## Recepção da crítica
The Double tem recepção geralmente desfavorável por parte dos críticos profissionais. A pontuação atual no Rotten Tomatoes é de 20% em base de 46 avaliações.